# 로베르 쉬망
장바티스트 니콜라 로베르 쉬망(프랑스어: Jean-Baptiste Nicolas Robert Schuman, 프랑스어 발음: [ʁɔbɛʁ ʃuman], 1886년 6월 29일~ 1963년 9월 3일)은 룩셈부르크 태생의 프랑스 정치가이다. 기독당이자 유럽 연합의 창시자 중 한 사람으로 손꼽히고 있다. 1919년 하원 의원이 된 후, 제2차 세계 대전에서 프랑스가 항복하자 대독 저항 운동에 참가했으며, 인민 공화파에 속했다. 제2차 세계대전 전후 프랑스, 서독, 이탈리아, 기타 서유럽의 중요 자원을 공동 관리하는 '쉬망 플랜'을 제창하여 유명해졌다.

## 생애

### 배경
로베르 쉬망의 아버지는 장피에르 쉬망(Jean-Pierre Schuman, 1837–1900)으로 로렌 주의 작은 도시에서 태어나 프랑스 시민권을 취득했다. 로렌 지역은 룩셈부르크와 거의 국경지대를 이루고 있었는데 후에 독일제국의 영토로 알자스로렌 지역이 편입되면서 독일 시민권자가 됐다. 로베르의 어머니인 외제니 두렌(Eugénie Duren, 1864–1911)은 룩셈부르크의 베템보르그에서 태어났으며 1884년 결혼을 통해 독일 시민권자가 됐다. 로베르는 룩셈부르크에서 태어났지만 혈통주의(jus sanguinis)의 원칙에 따라 독일인이 됐다. 이후 1919년 알자스로렌 지역이 다시 프랑스령으로 돌아오면서 그는 국적을 프랑스로 바꿨다. 그의 모어는 사실상 룩셈부르크어였지만 학교에서 프랑스어와 독일어를 배웠다. 그러나 오직 학교에서만 프랑스어를 배웠기 때문에 룩셈부르크와 로렌 지방 억양을 섞어서 단어를 말하는 버릇이 있었다고도 한다.
이후 로베르는 중등 교육을 룩셈부르크의 아테네 데 룩셈부르크에서 받았으며 독일의 대학들에서 공부를 했지만 룩셈부르크의 교육제도가 독일 내에서는 인정 받지 못했기 때문에 별도의 시험을 쳐야 했다. 후에 여러 대학에서 신학과 철학, 법 등에 대해 공부하며 법학 학위를 받았다.

### 전쟁 시기
어머니가 마차 사고로 죽으면서 쉬망은 종교적인 삶에 귀의해야겠다는 생각을 하게 됐고 사도의 임무를 따르고자 노력하게 된다. 평생을 홀로 살았다. 변호사가 되었지만 신체 건강이 좋지 않아 징집 대상에 포함되지 않았으므로 1차 세계 대전 당시 시민 사회에서 병역의무를 대신 졌다.(→대체복무제) 프랑스인이었기에 결코 혈통 상에 상관없이 독일의 군복을 입지는 않았다.
1차 대전 후 알자스로렌 지방이 프랑스로 돌아오면서 그는 프랑스 정치계에서 활동적인 행보를 보이게 된다. 1919년 종교계 인사로서 국회에 대리인으로 나가게 됐으며 후에 1958년까지 계속된 전쟁을 통해 국회에 적잖은 목소리를 가졌다. 또한 로렌 지역의 석탄업계에 전쟁이 미친 영향에 대해서도 조사했다.

### 전후
쉬망이 저명한 인사가 되면서 프랑스의 재정 장권직을 수행했고 프랑스 국무총리를 2번이나 수행했으며 프랑스 정국에서는 제3세력으로서 프랑스 공산당과 드골주의에 정면 배치하는 정책을 주장했다. 후에는 프랑스 외교부 장관이 되기도 했으며 유럽 연합체를 조직할 것을 제의하기도 했다. 이 제안을 기초로 유럽 위원회가 조직됐고 쉬망이 제시한 기틀에 따라 위원회가 설립되게 됐다. 유럽 공동체의 기존 회원국들은 인권과 기본적 자유권의 원칙에 따라 쉬망의 발언에 동의했다. 1948년 9월 외교부 장관으로서 유엔 총회에서 발언했으며, 프랑스의 목표가 민주적인 유럽 공동체를 조직하는 것임을 밝혔다. 1949년부터 50년까지 유럽과 북미 지역에서 여러 강연회를 열며 자신의 주장을 역설했다.
1950년 5월 9일, 수많은 국가를 포함하는 민주주의 원칙이 폴 로이터와 함께 발의돼 공표되었다. 프랑스 정부는 쉬망의 선언에 동의했고 독일을 비롯해 모든 유럽국가들의 석탄철강업계가 동참할 수 있도록 하였다. 1951년 파리 회의 이후 유럽석탄철강공동체가 출범하기에 이른다.

## 같이 보기
- 쉬망 선언